# Spodsbjergvej
Spodsbjergvej er en 2-sporet motortrafikvej mellem Halsted og Tårs Færgehavn, vejen er en del af Primærrute 9, der går fra Odense via Spodsbjerg til Nykøbing Falster.
Motortrafikvejen starter i Maribovej og føres mod nord, vejen passere Halsted Hedevej og dernæst  Nakskovvej hvor der er forbindelse til Nakskov, derefter forsætter vejen nord om  Branderslev og passere Tårs Landevej. Motortrafikvejen forsætter syd om  Sandby og ender i Færgevej ved Tårs Færgehavn, hvortil der er forbindelse med færge til Spodsbjerg på  Langeland.
I  2012 blev Vejdirektoratet færdig med en forundersøgelse af en opgradering af vejen mellem Tårs Færgehavn og Maribo, eller en ny vej til  Holeby ved Sydmotorvejen E47/E55. I forundersøgelsen forslog Vejdirektoratet at opgradere den nuværende hovedlandevej mellem Halsted og Maribo til 2 sporet eller 2+1 sporet motortrafikvej.
| Trafik | Spire Denne trafikartikel er en spire som bør udbygges. Du er velkommen til at hjælpe Wikipedia ved at udvide den. |

54°52′01″N 11°05′59″Ø / 54.8669°N 11.0998°Ø